# Rapakkojärvi (Gällivare socken, Lappland, 742091-172915)
Rapakkojärvi är en sjö i Gällivare kommun i Lappland och ingår i Råneälvens huvudavrinningsområde.